# Marian Głosek
Marian Głosek (ur. 29 maja 1941 w Rząśniku w województwie mazowieckim) – polski archeolog, profesor nauk humanistycznych, specjalista w zakresie archeologii średniowiecza, historii wojskowości w starożytności i średniowieczu.

## Życiorys
W 1965 ukończył studia z zakresu archeologii na Wydziale Filozoficzno-Historycznym Uniwersytetu Łódzkiego. W 1971 uzyskał stopień naukowy doktora na podstawie pracy Znaki i napisy na mieczach średniowiecznych w Polsce, a w 1984 habilitował się w oparciu o rozprawę zatytułowaną Miecze środkowoeuropejskie z X–XV wieku. W 1999 otrzymał tytuł naukowy profesora nauk humanistycznych.
Zawodowo związany z macierzystą uczelnią, na której doszedł do stanowiska profesora zwyczajnego i kierownika Katedry Bronioznawstwa w Instytucie Archeologii UŁ. Był także pracownikiem Instytutu Archeologii i Etnologii PAN oraz wiceprezesem Stowarzyszenia Naukowego Archeologów Polskich.
W latach 1994–1995 był kierownikiem polskiej ekipy prowadzącej badania terenowe i ekshumacyjne w Katyniu, która wytyczyła plan Polskiego Cmentarza Wojenny w Katyniu (w tym czasie zostały m.in. odnalezione trumny z ciałami generałów Bronisława Bohatyrewicza i Mieczysława Smorawińskiego).
W 2015 został laureatem nagrody honorowej „Świadek Historii” przyznanej przez Instytut Pamięci Narodowej.

## Wybrane publikacje
- Miecze średniowieczne z ziem polskich (1970, wraz z Andrzejem Nadolskim)
- Znaki i napisy na mieczach średniowiecznych w Polsce (1973)
- Miecze środkowoeuropejskie z X–XV wieku (1984)
- Późnośredniowieczna broń obuchowa w zbiorach polskich (1996)
- Dwór murowany w Bąkowej Górze (1998)
- Katyń w świetle badań terenowych 1994–1995: praca zbiorowa (2003, red.)

## Odznaczenia
- Krzyż Oficerski Orderu Odrodzenia Polski (2011)[5]
- Krzyż Kawalerski Orderu Odrodzenia Polski (2001)[6]
- Złoty Krzyż Zasługi (1993)[7]